# Rudi Assuntino
Rudi Assuntino o Rudy Assuntino, pseudonimo di Rodolfo Assuntino (Milano, 25 ottobre 1941), è un cantautore, musicologo, autore televisivo e regista italiano.

## Biografia
Si è laureato in Pedagogia presso la Facoltà di Magistero dell'Università di Bologna, dove nel maggio 1967 partecipò a cortei studenteschi pacifisti con la sua chitarra e con la sua canzone "buttiamo in mare le basi americane". A causa di ciò fu arrestato dalla Celere, e incarcerato per alcuni mesi nell'antico carcere di San Giovanni in Monte, attualmente sede del Dipartimento di Storia, Culture, Civiltà dell'Università di Bologna.
Appartiene a quel gruppo di intellettuali e artisti che all'inizio degli anni sessanta a Milano, intorno alle Edizioni Avanti!, danno vita all'attività di ricerca, di studio e di riproposta della espressività popolare, del canto sociale e della canzone popolare e politica italiana attraverso gli spettacoli del Nuovo Canzoniere Italiano, l'Istituto Ernesto de Martino e I Dischi del Sole. In tale ambito ha raccolto canti popolari in Emilia e operato come cantante ed autore di canzoni.
Ha tradotto Masters of war di Bob Dylan (L'uomo che sa), Strontium 90, e Eve of destruction (L'alba della fine) di Barry Mc Guire. La sua canzone più nota è La rossa provvidenza, più conosciuta con il titolo Le basi americane che, assieme ad altre quattro fa parte dell'EP Uccidi e capirai, pubblicato da I Dischi del Sole: in breve tempo diventa una delle canzoni più cantate dal movimento del Sessantotto, entrando a far parte (insieme ad altri brani come Contessa e O cara moglie) della colonna sonora di quel periodo di lotta.
Alla fine degli anni sessanta interrompe questa attività che riprende saltuariamente alla fine degli anni ottanta.
A partire dal 1970 collabora a numerose ricerche musicali e antropologico-visuali del principale collaboratore di Ernesto de Martino, Diego Carpitella, con il quale è tra i fondatori della Società Italiana di Etnomusicologia. Tale collaborazione si svolge, tra l'altro, nell'ambito di ricerche filmate in Unione Sovietica e in Campania dalle quali nasce la serie televisiva in 8 puntate Russia allo specchio (1974) per la RAI Radiotelevisione Italiana e il documentario diretto da Carpitella, Cinesica culturale 1: Napoli (1973) per l'Istituto Luce. Produce nel 1982 la serie I Suoni, tre documentari realizzati da Carpitella per Rai 3, sulla musica di tradizione orale della Sardegna, Calabria e Emilia-Romagna.
Dal 1974 al 1984 è presidente della cooperativa Bocca di Leone Cinematografica che produce, tra l'altro, per Rai 2 nel 1977 la serie televisiva in sei puntate I paesi del petrolio, con Alberto Moravia e Goffredo Parise e coproduce con Rai 1 nel 1981 due film lungometraggio Bosco d'amore, per la regia di Alberto Bevilacqua e Il cuore del tiranno, per la regia di Miklós Jancsó, che partecipano alla Mostra del Cinema di Venezia di quell'anno.
Come regista e autore televisivo realizza nel 1988 per il TG1, insieme a Wlodek Goldkorn, lo speciale Quel '68 in Polonia e per Rai 2, insieme a Marek Lehnert, Hotel Purgatorio. Come autore realizza, tra l'altro, Caro Modugno (1995) per Rai 2, uno speciale sulla vita e l'opera dell'artista pugliese del quale pubblica, nel 1997 due CD, L'Arca di Modugno per la BMG e Io Domenico Modugno "Inedito", per la East West (Warner Music), con numerosi inediti da lui ritrovati. È direttore artistico, con Gianni Torres, nel 2004 a Polignano a Mare (Bari), di un programma di celebrazioni in occasione del decimo anniversario della sua scomparsa. Nel 2006 è autore e conduttore per Rai Radio 3 di un ciclo di 5 puntate sulla sua vita.
Pubblica nel 1997 per l'editrice La Giuntina Le mie canzoni, la raccolta dell'opera del più grande autore della canzone yiddish, Mordechaj Gebirtig, dalla quale realizza lo spettacolo Tre figliole, presentato a Torino, Roma, Cracovia e Varsavia, registrato e trasmesso dal canale culturale satellitare RaiSat nel 1999.
Insieme a Wlodek Goldkorn pubblica nel 1998 per l'editore Sellerio e, successivamente, per l'editrice polacca Znak e per la tedesca Verlag C.H.Beck, il libro Il Guardiano. Marek Edelman racconta, che contiene le memorie del vice comandante dell'insurrezione del Ghetto di Varsavia, cardiologo, leader di Solidarność, difensore del popolo bosniaco e dei diritti civili, uno dei maggiori testimoni della storia del ventesimo secolo, scomparso nel 2009.
Nel 2008 cura, insieme a Gino Castaldo, per La Repubblica-L'Espresso un'antologia, in 3 CD e un libretto, delle canzoni di Domenico Modugno. Cura anche numerosi eventi in occasione delle celebrazioni per i cinquanta anni della canzone Nel blu dipinto di blu (Volare) di Domenico Modugno, tenutesi a Polignano a Mare con la direzione artistica di Gianni Torres.
Nel 2009 pubblica sul n. 19-20 della rivista Il de Martino, un articolo NCI fuori dal NCI, dove racconta l'incidenza della sua iniziale appartenenza al Nuovo Canzoniere Italiano sopra alcune sue vicende professionali successive.
Il 7 novembre 2009, nella sede del "Museo del Canzoniere delle Lame" di Bologna, ha ricordato la scomparsa del suo grande amico cantautore politico Ivan Della Mea.
Il 14 dicembre 2010, al Conservatorio Giuseppe Verdi di Torino, ha ricordato, con Fausto Amodei, Gualtiero Bertelli e altri, la scomparsa del cantautore Alberto Cesa, cofondatore del gruppo Cantovivo.
È coautore di un libro intitolato Il Guardiano. Marek Edelman racconta (1998).

## Discografia parziale

### EP
- 1965 - Uccidi e capirai

### Singoli
- 1967 - E lui ballava/Stornelli presidenziali
- 1969 - Violette/E lui ballava (split con Paolo Pietrangeli)